# Мілес Золтан Золтанович
Золтан Золтанович Мілес (18 березня 1944, Мукачеве, нині Закарпатська область, Україна — 30 серпня 1997, Москва, Росія) — радянський футболіст угорського походження, воротар. Майстер спорту СРСР.

## Життєпис
За національністю Золтан Мілес — угорець. Народився в місті Мукачеве (нині — Західна Україна), яке подарувало радянському футболу знаменитого Івана Мозера та чемпіона Олімпіади-1956 Йожефа Бецу.
Вихованець шкільної збірної Закарпаття.
Золтан Мілес — один з небагатьох воротарів, кому вдалося відбити два пенальті в одному матчі. У 1972 році, в матчі з київським «Динамо», він спочатку парирував удар Мунтяна, потім — Веремеєва. Окрилені подвигами воротаря, «залізничники» вирвали в кінцівці перемогу над киянами.
Своїм умінням відбивати пенальті Золтан Мілес славився по всьому Радянському Союзу. І цей його талант знадобився в 1973 році, коли в чемпіонаті були введені післяматчеві пенальті в разі нічиї в основний час матчу. Той сезон «Локомотив» провів у першій лізі і 8 разів зіграв внічию. Не без допомоги Мілеса «залізничники» виграли 6 післяматчевих серій, програвши всього 2.
У серії після гри з «Ністру» Золтан Мілес відбив 4 пенальті з 5! Він блискуче справлявся з післяматчевими пенальті і в Кутаїсі, проте 3 сейви Мілеса арбітр анулював, і місцеве «Торпедо» все-таки відсвяткувало перемогу в серії.
Переможець турніру першої ліги і володар Кубку МССЖ 1974 року. Провів 64 матчі у Вищій лізі СРСР у складі московського «Локомотива», був капітаном команди (1974—1975)
Вважався одним з найкращих в країні фахівців з відбиття пенальті. За спогадами колег і тренерів, мав серйозні проблеми з режимом.
Молодший брат — Василь Мілес (нар. 1946).
Похований на Калитниківському цвинтарі, 5-та ділянка.